# Krytonosek stokowy
Krytonosek stokowy (Scytalopus altirostris) – gatunek małego ptaka z rodziny krytonosowatych (Rhinocryptidae). Występuje endemicznie w Andach w Peru. W Czerwonej księdze gatunków zagrożonych IUCN klasyfikowany jest jako gatunek najmniejszej troski (LC, ang. Least Concern).

## Systematyka
Takson ten po raz pierwszy zgodnie z zasadami nazewnictwa binominalnego opisał amerykański ornitolog John T. Zimmer w 1939 roku na łamach „American Museum Novitates”. Autor nadał mu nazwę Scytalopus magellanicus altirostris, uznając go za podgatunek krytonoska magellańskiego, a jako miejsce typowe podał Atuen w regionie Amazonas w Peru. Obecnie krytonosek stokowy jest uznawany za osobny gatunek. Jest gatunkiem monotypowym.

### Etymologia
- Scytalopus: gr. σκυταλη skutalē lub σκυταλον skutalon „kij, pałka”; πους pous, ποδος podos „stopa”[8].
- altirostris: łac. altus – „wysoki, głęboki”; łac. -rostris – „- dzioby”[9].

## Morfologia
Mały ptak z czarnym lub ciemnoszarym dziobem. Nogi i stopy brązowe, bladobrązowe lub bladoszarobrązowe. Tęczówki brązowe lub ciemnobrązowe. Występuje niewielki dymorfizm płciowy. Samiec jest prawie cały szary. Dolna część grzbietu, zad i górne części ogona brązowawe. Skrzydła szare, lotki ciemnobrązowe z czarnymi obrzeżami na końcach. Ogon ciemnoszary z zarysowującą się jasnobrązową pręgą. Dolne części ciała jasnoszare, podbrzusze i pokrywy podogonowe bladobrązowe z czarnymi pręgami. Samica jest nieco jaśniejsza z bardziej brązowymi skrzydłami, ogonem i zadem, ma też bardziej wyraźne pręgi na zadzie i podbrzuszu. Długość ciała 10–12 cm, masa ciała 17–22 g. Szczegółowe wymiary holotypu (dorosłego samca): długość skrzydła 58 mm, długość ogona 38 mm, długość dzioba 13,12 mm, długość skoku 21 mm.

## Zasięg występowania
Krytonosek stokowy występuje na wschodnich zboczach Andów od południowej części regionu Amazonas do środkowej części regionu Huánuco. Od północy występowanie tego gatunku ogranicza kanion Río Marañón. Zasięg występowania (EOO, Extent of Occurrence) według szacunków organizacji BirdLife International obejmuje około 66,1 tys. km². Występuje w zakresie wysokości od 2900 do 3700 m n.p.m.

## Ekologia i zachowanie
Jego głównym habitatem są karłowate wilgotne lasy górskie, ich obrzeża oraz sąsiadujące z nimi trawiaste formacje paramo z luźno rosnącymi krzewami. Na obszarach tych często występują opady deszczu i mgły. Brak informacji o diecie tego gatunku, prawdopodobnie jest owadożerny. Długość pokolenia jest określona na 2,88 lat.

### Rozmnażanie
Brak szczegółowych informacji o rozmnażaniu tego gatunku. Z opublikowanego filmu przedstawiającego gniazdo tego gatunku wynika, że jest ono typowe dla ptaków z rodzaju Scytalopus np. do opisanego niedawno gniazda krytonoska śpiewnego. Ma kształt kulistej miseczki z bocznym wejściem. Zbudowane jest głównie z traw i mchów.

## Status
W Czerwonej księdze gatunków zagrożonych IUCN krytonosek stokowy jest uznawany za gatunek najmniejszej troski (LC, ang. Least Concern). Wielkość populacji nie jest oszacowana; gatunek ten jest opisywany jako zazwyczaj rzadki, ale lokalnie dość pospolity lub pospolity. Ze względu na brak dowodów na spadki liczebności bądź istotne zagrożenia dla gatunku BirdLife International ocenia trend liczebności populacji jako prawdopodobnie stabilny.